# Альфьеро, Джузеппе
Джузе́ппе Альфье́ро (итал. Giuseppe Alfiero), также Альфье́ри (Alfieri; 1630, Неаполь — 21 января 1665, там же) — итальянский композитор.

## Биография
Родился в Неаполе в 1630 году. С 1642 по 1649 годы учился музыке в Консерватории Повери-ди-Джезу-Кристо. В 1655 году написал для неаполитанского театра Сан-Бартоломео одну из первых в городе опер «Торжествующая верность» (итал. La fedeltà trionfante) по либретто Джулио Чезаре Соррентино. С 1658 года городской капельмейстер Неаполя. 
По мнению некоторых исследователей, Альфьеро может быть также автором двух других опер: 
- «Любовные чудеса» (итал. Le magie amorose, 1653). Однако, либретто этой оперы представляет собой всего лишь переработанную версию «Розинды» Франческо Кавалли по либретто Марко Фаустини[итал.]; если это так, возможно, работа Альфьери ограничивалась аранжировкой;
- «Торжество мира» (Il trionfo della pace, 1658). Однако, другие исследователи приписывают эту оперу О. Гаудиозо или А. Де Сантису.

Единственным достоверно написанным Альфьеро сохранившимся сочинением является один религиозный гимн.